# Franeker
Franeker (fryz. Frjentsjer) – miasto w północnej Holandii, we Fryzji. Jest ośrodkiem administracyjnym gminy Franekeradeel. Znane głównie z XVIII-wiecznego planetarium, założonego przez holenderskiego astronoma Eise Eisinga.

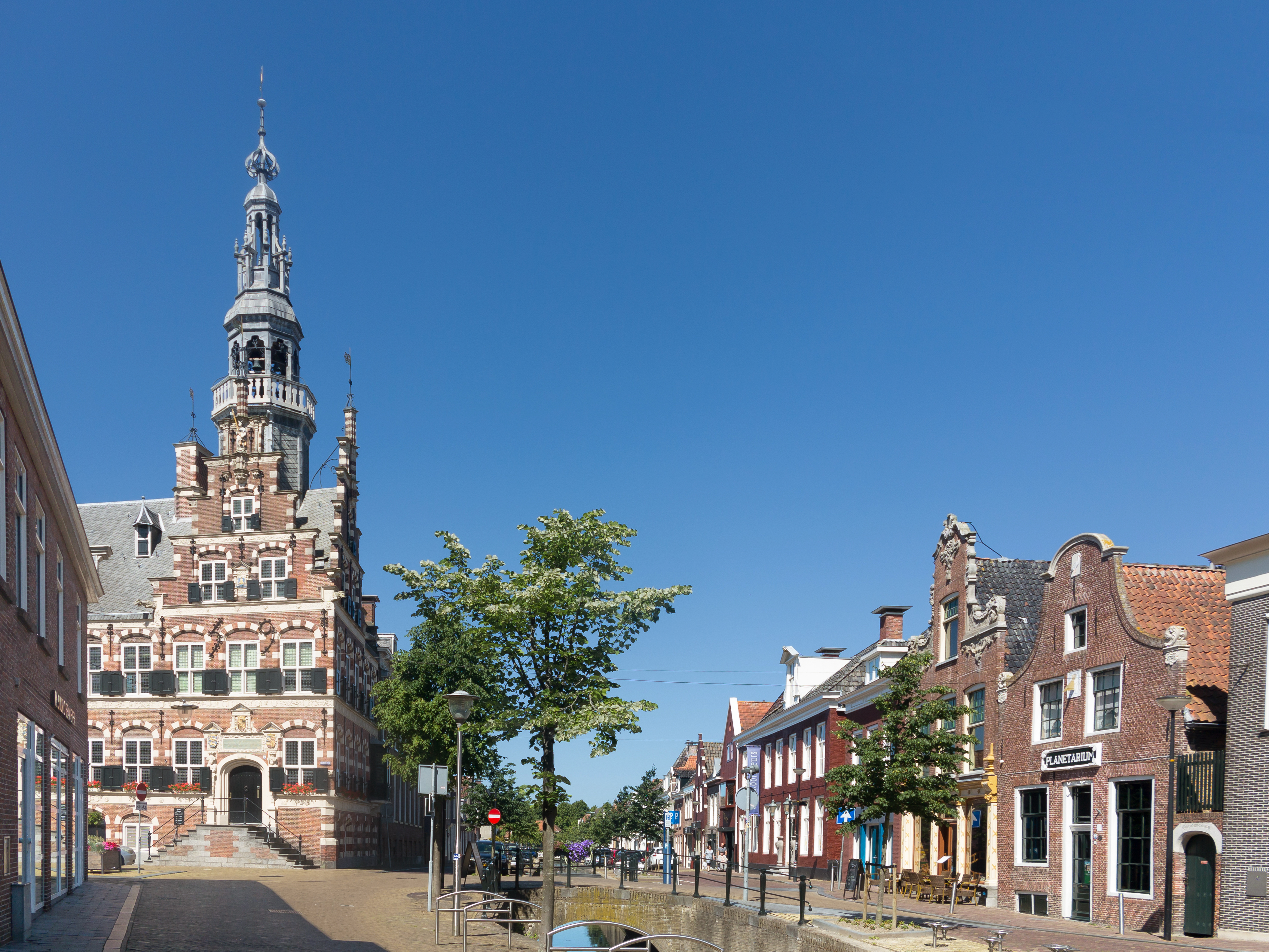
Ratusz miejski (po lewej) i planetarium (po prawej)

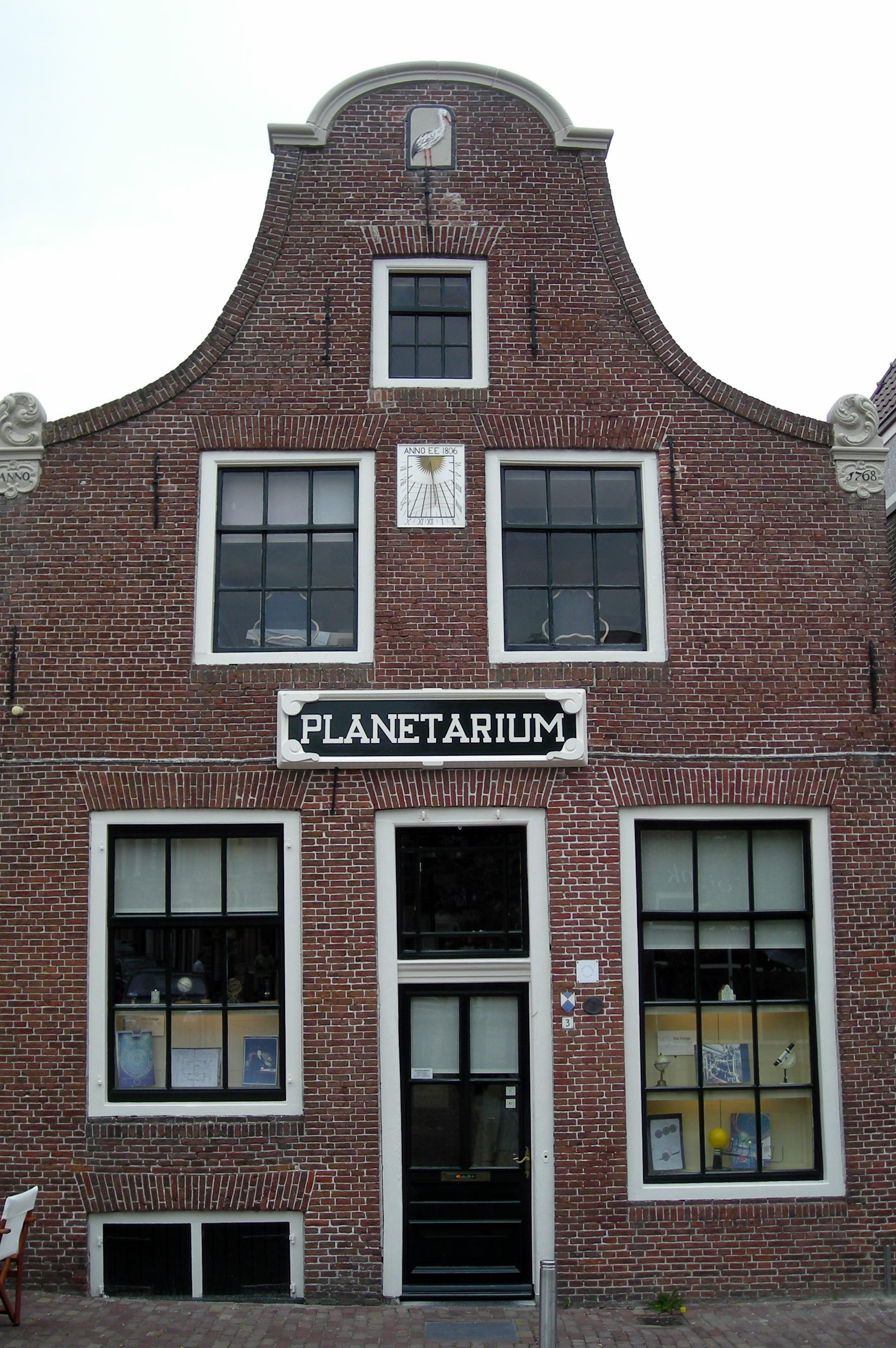
Budynek planetarium